# Matoboheuvels
De Matoboheuvels of Matoposheuvels is een gebied van granieten heuvels en beboste valleien zo'n 35 kilometer ten zuiden van Bulawayo in het zuiden van Zimbabwe. De heuvels zijn meer dan 2 miljard jaar geleden gevormd toen graniet naar de oppervlakte werd geduwd. Dit graniet is geërodeerd waardoor gladde heuvels ontstonden die zijn bezaaid met keien en waar struikgewas op groeit. Mzilikazi, stichter van de natie van de Matabele heeft dit gebied zijn naam, die 'Kale Hoofden' betekent, gegeven.
De heuvels beslaan een oppervlakte van ongeveer 3100 km², 440 km² maken deel uit van het Matobo Nationale Park. Het overige land is voornamelijk in handen van de gemeenschap en een klein gedeelte wordt gebruikt voor commerciële landbouw. Een gedeelte van het Nationale Park is een Wild Park, waar veel wild is uitgezet, onder andere de zwarte en de witte neushoorn. Dit Wild Park heeft een oppervlakte van 100 km² en bestaat uit een prachtig landschap met enkele spectaculaire balancerende rotsen en een indrukwekkend uitzicht over de vallei van de rivier Mpopoma.
In 2003 zijn de Matoboheuvels opgenomen op de Werelderfgoed lijst van UNESCO.

## Geschiedenis

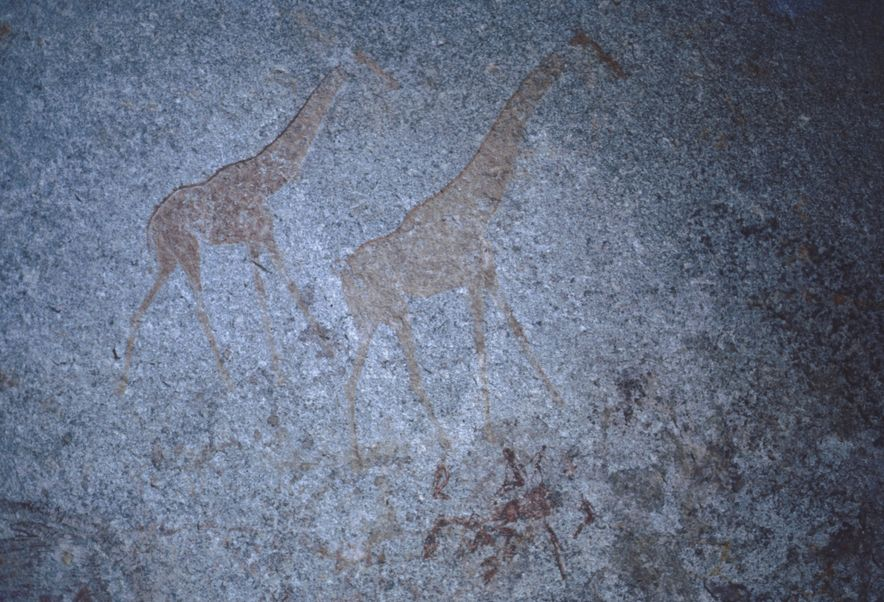

De San leefden zo'n 2000 jaar geleden in deze heuvels en hebben een rijke erfenis achtergelaten in de vorm van honderden rotstekeningen. In de vele spleten en grotten die dit gebied rijk is, zijn klei ovens en andere historische artefacten gevonden. Men treft hier op een relatief kleine oppervlakte meer prehistorische rotsschilderingen aan dan elders ter wereld. De kunstenaars waren voorouders van de huidige Kalaharibosjesmannen. De afbeeldingen bleven goed bewaard, zodat duidelijk is dat deze kunstvorm ook een evolutie in stijl heeft ondergaan. De tekeningen in de White Rhinogrot zijn hiervan een goed voorbeeld; een groep jagers, bewapend met pijl-en-boog, loopt een wildebeest en een witte neushoorn achterna. Terwijl de dieren vrij realistisch worden afgebeeld in verschillende kleuren, een stijl die 900 à 1000 jaar oud wordt geschat, worden de jagers zelf als eenvoudige, monochrome silhouetten weergegeven, een stijl die zowat 1000 jaar ouder is. De dierentekeningen inspireerden het Departement of National Parks om de plaatselijk uitgestorven witte neushoorn met succes terug te introduceren.
In de heuvels vond in 1896 de beroemde indaba (overleg) plaats tussen Cecil Rhodes en de leiders van de Matabele.
Rhodes en verschillende andere blanke kolonisten zijn begraven aan de voet van de Malindidzimu, de 'heuvel van de geesten'.
De heuvels zijn heilig voor de Shona en voor vele andere volken in het zuiden van Afrika. Veel rituelen en andere religieuze activiteiten vinden plaats in de heuvels. Volgens de overlevering kon tot 50 jaar geleden een stem worden gehoord in een van de grotten in de heuvels.